# Los secuestradores
Los secuestradores est une bande dessinée espagnole illustrée par Francisco Ibáñez, appartenant à la franchise Mortadel et Filémon, éditée en 1976.

## Synopsis
Mac el grajo (Jack l'affreux), Bernabé el simio (Bernabé le singe), et Rosendo el gordo (Cheeseburger alias gras-double), tentent d'enlever le professeur Bacterio (Bacterium), mais ils échouent et sont arrêtés. Lors de l'interrogatoire, ils avouent qu'ils appartiennent à un gang qui a préparé une série d'enlèvements. Mortadel et Filémon seront chargés de protéger les victimes et de capturer les kidnappeurs.

## Adaptation
La bande dessinée est adaptée intégralement dans l'épisode de la série télévisée homonyme sous le titre Le Cas des ravisseurs.